# Giuseppe Martinelli (ciclista)
Giuseppe Martinelli (Rovato, 11 de marzo de 1955) es un ciclista italiano ya retirado. Fue profesional entre 1977 y 1985 y sus mayores éxitos deportivos los logró en la Vuelta a España, donde conseguiría una victoria de etapa en la edición de 1980 y en el Giro de Italia donde se impuso en dos etapas, en las ediciones de 1979 y 1980.
Como ciclista amateur logró la medalla de plata en la prueba de fondo en carretera en los Juegos Olímpicos de 1976 celebrados en Montreal.
Tras su carrera como ciclista profesional continuó ligado al ciclismo al desempeñar el cargo de director deportivo, actualmente en el equipo Pro Team Astana.
Su hijo, Davide Martinelli es ciclista profesional.

## Palmarés
| 1976 - 2 etapas del Gran Premio Guillermo Tell - 2.º en los Juegos Olímpicos en Ruta 1977 - 1 etapa del Giro de Sicilia 1978 - 1 etapa del Giro de Italia | 1979 - 1 etapa del Giro de Italia 1980 - 1 etapa de la Vuelta a España - 1 etapa del Giro de Italia 1981 - Milán-Turín |

## Resultados en las grandes vueltas
| Carrera         | 1977  | 1978 | 1979 | 1980 | 1981 | 1982 | 1983 | 1984  | 1985 |
| --------------- | ----- | ---- | ---- | ---- | ---- | ---- | ---- | ----- | ---- |
| Giro de Italia  | 107.º | 31.º | 87.º | 77.º | 86.º | Ab.  | -    | 107.º | -    |
| Tour de Francia | -     | -    | -    | -    | -    | -    | -    | -     | -    |
| Vuelta a España | -     | -    | -    | Ab.  | -    | -    | Ab.  | 67.º  | -    |
| Mundial en Ruta | -     | -    | -    | -    | -    | -    | -    | -     | -    |

-: no participa

Ab.: abandono